# The Music from Peter Gunn
Albums de Henry Mancini
Music from Peter Gunn (Laserlight)
(1959) Combo!
(1960)
The Music from Peter Gunn est un album de Henry Mancini (RCA LPM/LSP-1956). Il a été le premier album à remporter un Grammy Award de l'album de l'année en 1959. Il a été suivi de More Music from "Peter Gunn" (RCA LPM/LSP-2040).

## titres
1. Peter Gunn  – 2:07
2. Sorta Blue  – 2:58
3. The Brothers Go to Mother's  – 2:57
4. Dreamsville  – 3:56
5. Session at Pete's Pad  – 4:00
6. Soft Sounds  – 3:35
7. Fallout!  – 3:16
8. The Floater  – 3:18
9. Slow and Easy  – 3:07
10. A Profound Gass  – 3:20
11. Brief and Breezy  – 3:33
12. Not from Dixie  – 4:10
13. Walkin' Bass [*]  – 4:24
14. Blue Steel [*]  – 3:44
15. Spook! [*]  – 2:59
16. Blues for Mother's [*]  – 3:19